# Ptilope des Sula
Ptilinopus mangoliensis
Espèce
Le Ptilope des Sula (Ptilinopus mangoliensis) est une espèce d'oiseaux de la famille des Columbidae.

## Répartition
Cet oiseau est endémique des îles Sula en Indonésie.

## Taxinomie
À la suite des travaux de Rheindt et al. (2011), cette espèce est séparée du Ptilope à mentonnière (P. subgularis) par le Congrès ornithologique international.